# 紗那
紗那（さな、本名：非公表、1985年3月3日 - ）は、日本の元グラビアアイドルである。メタルボックスに所属していた。

## 来歴・人物
東京都出身。2004年に、グラビアアイドルとしてデビュー。以降着エロ路線を進んでおり、イメージDVDでは過激さが徐々に増しつつあり、イメージビデオ「SEXY ON THE BEACH」では、脱がないだけでほぼAVの作品になっている。雑誌等のインタビューで「AVデビューはしません」と公言している。
2008年から、芸能活動休止状態となっており、ブログも同年9月5日付の更新を最後に休止していたが、2009年1月20日発売のFLASH（光文社刊）のキャバクラ特集において、結愛（ゆあ）というキャバクラ嬢が紹介されたのを機に、同年2月25日発売のBLACK BOX4月号（マイウェイ出版刊）での取材記事により、同一人物であることを認めたと報じられた。
同年3月19日より、ブログを再開している。

## 出演作品

### テレビ番組
バラエティ
- 朝まで暴走たけし軍団 - Gカップみこしコーナー（テレビ朝日）
- 『ぷっ』すま（テレビ朝日）
- アドレな!ガレッジ（テレビ朝日）

ドラマ
- アキハバラ@DEEP（TBSテレビ）

### DVD
- Sexy Pride（ベガファクトリー）
- EIGHT（レイフル）
- さなぷれい（フォーサイド・ドット・コム）
- 紗那のいる透視図（バウハウス）
- でかみるく（GPミュージアム）
- MONSTER BUST （フォーサイド・ドット・コム）
- 初夜（ぶんか社）
- 蜜月（ぶんか社）
- 潤い（ぶんか社）
- 官能天使（ぶんか社）
- NINE special 緊縛（エアーコントロール）
- NINE special 悶絶地獄（エアーコントロール）
- SEXY ON THE BEACH（エアーコントロール）